# Њен први чај
„Њен први чај” је југословенски ТВ филм из 1966. године. Режирао га је Александар Ђорђевић а сценарио је написао Брана Црнчевић.

## Улоге
| Глумац                 | Улога |
| ---------------------- | ----- |
| Бранислав Цига Јеринић |       |
| Ксенија Јовановић      |       |
| Владимир Поповић       |       |
| Зоран Радмиловић       |       |
| Ратко Сарић            |       |
| Ружица Сокић           |       |